# Donbas Donieck
Donbas Donieck (ukr. Хокейний клуб Донбас Донецьк, ros. Донбасс Донецк) – ukraiński klub hokejowy z siedzibą w Doniecku.

## Historia
Klub został założony 2 lipca 2001 jako Donbas Donieck i kontynuował tradycje klubów Kooperator Donieck (zał. 1990) i Nord Donieck (zał. 1993).
W sezonie 2001/02 występował w Wschodnioeuropejskiej Hokejowej Lidze. Do 2011 występował w ukraińskiej Wyższej Lidze. Po zdobyciu mistrzostwa Ukrainy w sezonie 2010/11 został przyjęty do rosyjskich rozgrywek Wyższej Hokejowej Ligi. Drużyna rezerwowa klubu występuje w rozgrywkach Profesionalna Chokejna Liha, które zastąpiły Wyższą Ligę (drużyna wygrała rozgrywki PHL w sezonie 2011/2012). Natomiast pierwszy zespół, mimo wysokich aspiracji, dotarł do półfinału rozgrywek Wysszaja Chokkiejnaja Liga w tym samym sezonie, ulegając klubowi Toros Nieftiekamsk.
Właścicielem i prezesem klubu został Borys Kołesnikow, minister infrastruktury i ds. Euro 2012 w rządzie Mykoły Azarowa. Klub ma również własną telewizję pod nazwą Hokej.
Do końca sezonu 2011/12 trenerem drużyny był Rosjanin Aleksandr Kulikow, a szkoleniowcem drużyny rezerwowej był Aleh Mikulczyk. W kwietniu 2012 szkoleniowcem został Słowak Július Šupler. W debiutanckim sezonie KHL (2012/2013) drużyna nie zdołała awansować do fazy play-off i została sklasyfikowana na 18. miejscu w lidze. Z końcem lutego 2013 z funkcji trenera odszedł Július Šupler, a tymczasowo nowym szkoleniowcem został dotychczasowy asystent, Miroslav Miklošovič. W kwietniu 2013 funkcję trenera objął Andriej Nazarow (jego asystentem jest Igor Kalanin).
W lutym 2013 zdecydowano o budowie nowego lodowiska klubu Kalmius Arena do 2015. W sezonie 2013/2014 rosyjskich rozgrywek juniorskich MHL występowała drużyna Mołoda Hwardija Donieck, stowarzyszona z Donbasem.
Od 2013 funkcję zespołu farmerskiego pełni Biłyj Bars Biała Cerkiew.
Podczas działań separatystycznych na Ukrainie 26/27 maja 2014 lodowisko klubu, hala Drużba, zostało obrabowane i częściowo spalone. W czerwcu 2014 władze ligi KHL podjęły decyzji o wykluczeniu Donbasu z sezonu KHL (2014/2015). W tym czasie klub rozpoczął przygotowania do udziału w mistrzostwach Ukrainy.
Po wybuchu wojny w Donbasie od 2014 areną domową drużyny Donbasu była Lodowa Arena „Altajir” w Drużkiwce. W połowie 2015 władze klubu podjęły tworzenie nowej drużyny klubu z myślą o zgłoszeniu jej do rozgrywek krajowej w sezonie 2014/2015, co ostatecznie nie doszło do skutku (skrócony sezon ligi ukraińskiej rozegrano w 2015). W lipcu 2015 trenerem Donbasu został Anatolij Stepanyszczew, a szkoleniowcem bramkarzy Jewhen Brul. Drużyna Donbasu przystąpiła do mistrzostw Ukrainy 2015/2016. W połowie 2016 trenerem w sztabie Donbasu Donieck, odpowiedzialnym za obrońców drużyny został Andrij Sriubko. W 2016 klub przystąpił do nowo utworzonej Ukraińskiej Ligi Hokejowej (UHL). W trakcie sezonu w lutym 2017 miejsce Stepanyszczewa zajął jako główny trener, dotychczasowy dyrektor sportowy Donbasu, Serhij Witer, trenerem bramkarzy pozostawał Brul, a funkcję asystentów podjęli Ihor Czybiriew i Łotysz Andrejs Maticins. W ich miejsce asystentem został dotychczasowych zawodnik Ihor Kuhut.

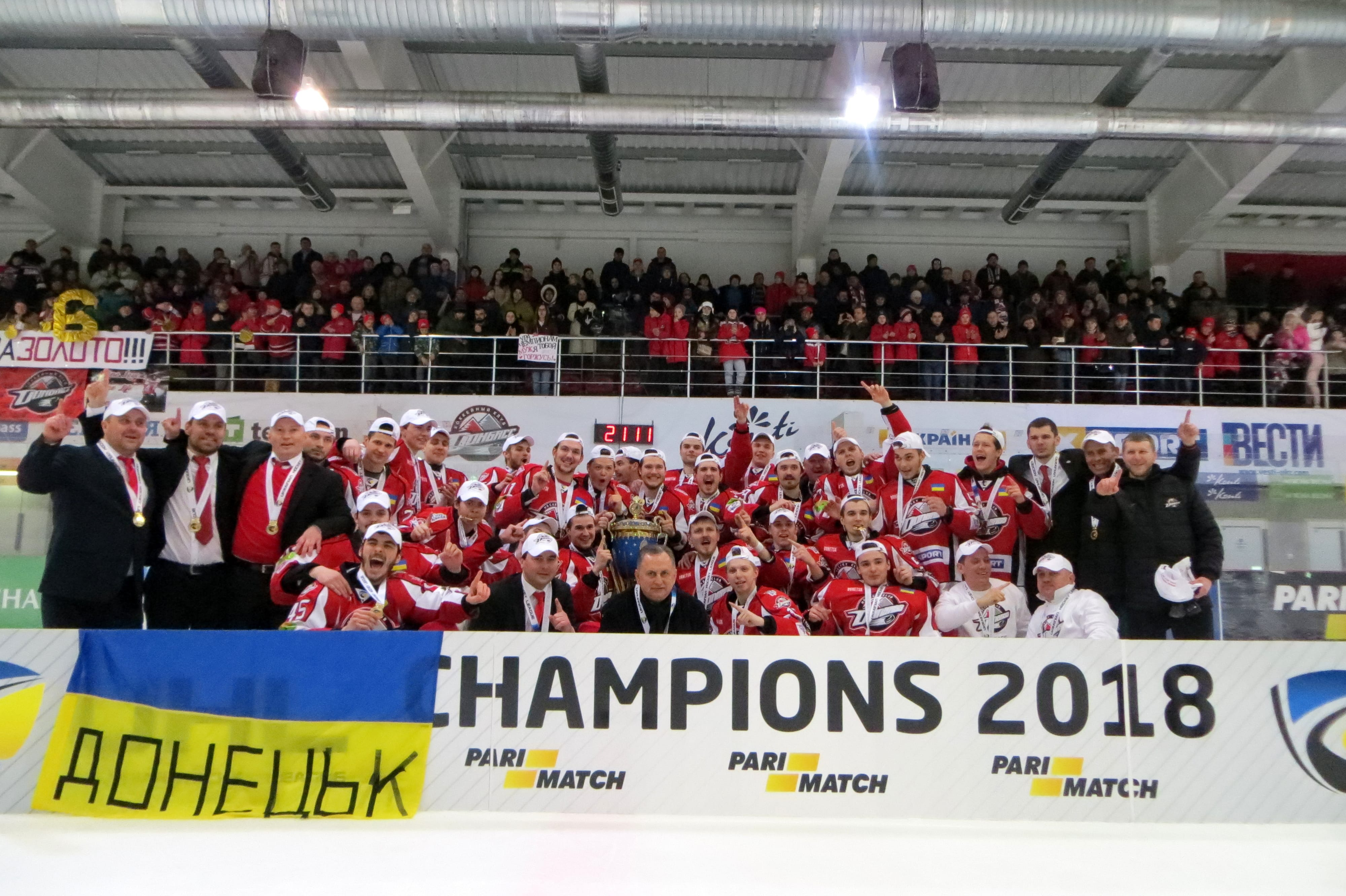
Drużyna Donbasu po zdobyciu mistrzostwa w 2018

W połowie 2018 głównym trenerem Donbasu został ponownie Słowak Július Šupler, zaś poprzednio działający sztab pozostał w klubie (dotychczasowy szkoleniowiec Serhij Witer został pierwszym asystentem Šupler). W październiku 2018 asystentem głównego trenera został były zawodniku Donbasu, Amerykanin Clay Wilson, a Witer przeszedł wówczas na stanowisko dyrektora sportowego klubu. Pod koniec tego miesiąca ze stanowiska głównego ustąpił (z uwagi na problemy zdrowotne), a funkcję objął Serhij Witer. W grudniu 2018 po raz drugi do sztabu trenerskiego wszedł Ihor Czybiriew. W sezonie 2018/2019 Donbas zdobył mistrzostwo po raz siódmy w swojej historii i po raz czwarty z rzędu. W edycji UHL 2019/2020, wydłużonej czasowo z uwagi na pandemię COVID-19 Donbas uległ w finale Krzemieńczukowi, a tuż po tym z posady głównego trenera Witer został przeniesiony na stanowisko dyrektora sportowego Donbasu. Wtedy nowym głównym trenerem został mianowany dotychczasowy asystent, Ihor Czybiriew. W trakcie kolejnego sezonu UHL 2020/2021 Donbas wygrał rundę zasadniczą, a w trakcie fazy play-off w trakcie rywalizacji półfinałowej drużyna przegrała mecz 0:4 z Chersoniem, aczkolwiek prowadziła 3:1 w meczach, zaś mimo tego na początku kwietnia 2021 Czybiriew został zwolniony. 6 kwietnia 2021 p.o. głównego trenera został Pawieł Mikulczyk. 23 kwietnia 2021 Donbas zdobył ósme mistrzostwo. W sierpniu 2021 trenerem bramkarzy został Alaksiej Emialanau.
W trakcie rozgrywek UHL 2021/2022 kluby Donbas Donieck i HK Kramatorsk zostały oskarżone o oszustwa dotyczące składów drużyn m.in. polegające na umożliwianiu gry zawieszonym zawodnikom, w związku z tym 25 listopada 2021 władze UHL zawiesiły oba kluby, po czym ich władze ogłosiły odejście z rozgrywek i utworzenie nowej ligi  Ukraińska Hokejowa Super Liga), do której dołączyły też trzej inni uczestnicy UHL: HK Mariupol, Biłyj Bars Biała Cerkiew, Sokił Kijów, a poza tym także Dynamo Charków i Altajir Drużkiwka. W styczniu 2022 Federacja Hokeja Ukrainy zawiesiła 171 osób (zarówno działaczy jak i zawodników) z sześciu klubów w związku z udziałem w UHSL. Pierwszy mecz ligi rozegrano 8 grudnia 2021, a ostatnie dwa spotkania w dniu 23 lutego 2022. W tym czasie w tabeli ligowej Donbas zajmował 1 miejsce. Po inwazji Rosji na Ukrainę z 24 lutego 2022 rozgrywki zostały zawieszone. Od 2014 do tego czasu drużyna Dunbasu rozgrywała swoje mecze domowe na lodowisku „Altajir” w Drużkiwce.

## Sukcesy

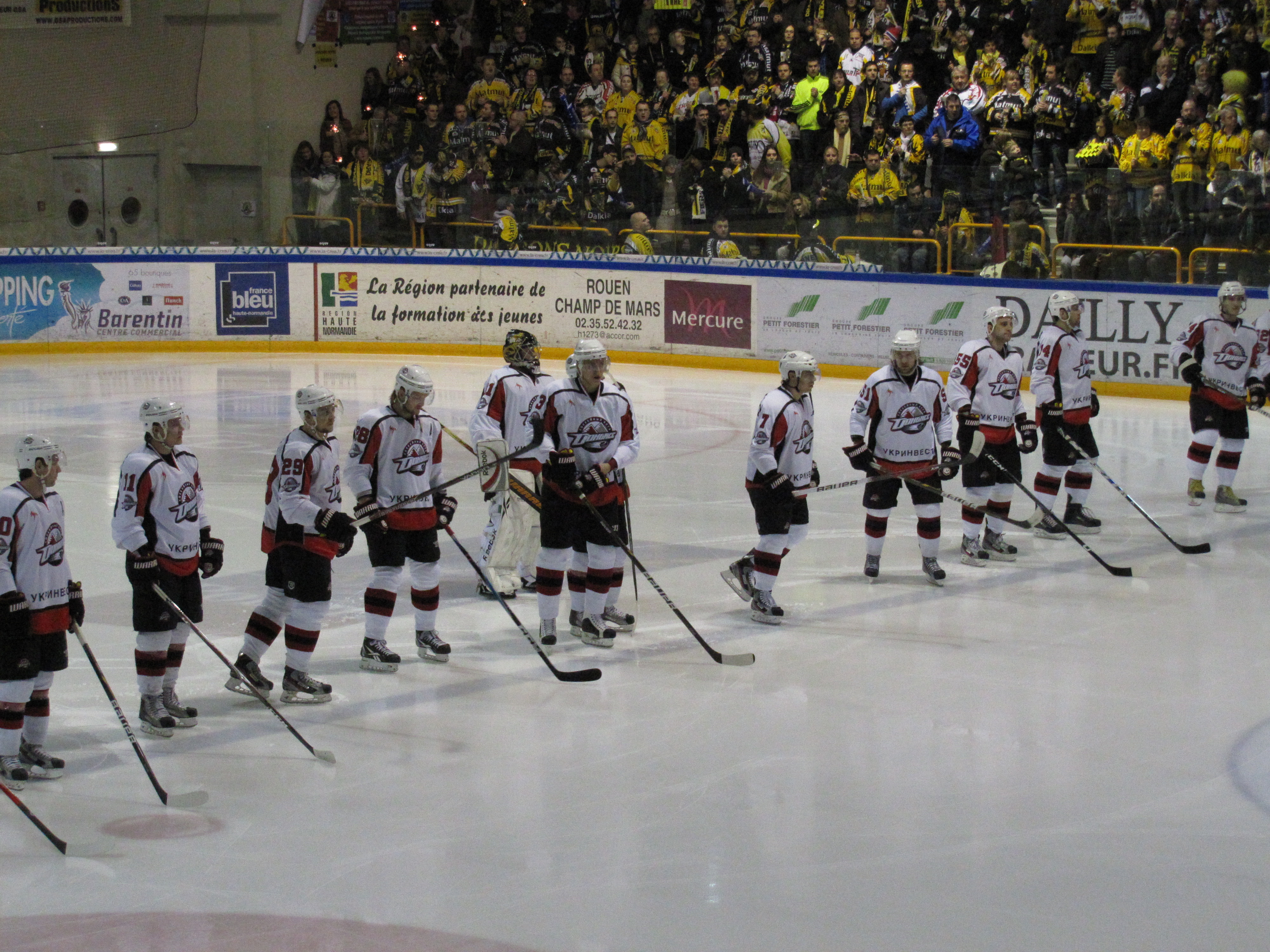
Drużyna Donbasu podczas finału o Puchar Kontynentalny 2011/2012 z francuską drużyną Dragons de Rouen (14 stycznia 2012)

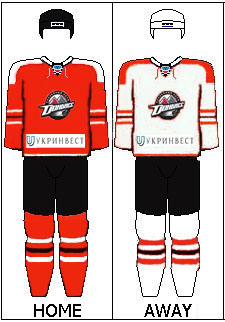
Stroje meczowe drużyny

- Złoty medal mistrzostw Ukrainy: 2011, 2012, 2013, 2016, 2017, 2018, 2019, 2021
- Brązowy medal mistrzostw Ukrainy: 2002
- Trzecie miejsce w Pucharze Kontynentalnym: 2012
- Półfinał Wyższej Hokejowej Ligi: 2012
- Puchar Kontynentalny: 2013
- Drugie miejsce w Pucharze Kontynentalnym: 2014
- Srebrny medal mistrzostw Ukrainy: 2020

## Kadra w sezonieKHL 2013/2014
| Sztab trenerski: - Andriej Nazarow – trener - Igor Kalanin – asystent - Władimir Worobjow – asystent - Sergejs Naumovs – asystent - Serhij Witer – asystent |  | Bramkarze: - Dmytro Berezin - Serhij Hajduczenko - Michael Leighton - Ján Laco Obrońcy: - Oskars Bārtulis - Jan Kolář - Andriej Koniew - Denys Petruchno - Oleg Piganowicz - Peter Podhradský - Hennadij Razin - Jurij Silnicki - Clay Wilson |  | Napastnicy: - Jewgienij Biełuchin - Roman Błahy - Jewgienij Dadonow - Rusłan Fedotenko – kapitan - Maksim Jakucenia - Dmitrij Kagarlicki - Lukáš Kašpar - Tuomas Kiiskinen - Maksym Kwitczenko - Teemu Laine - Václav Nedorost - Randy Robitaille - Władisław Szalimow - Ołeksandr Torianyk - Serhij Warłamow - Petteri Wirtanen |